# Cheilosia sonoriana
Cheilosia sonoriana är en tvåvingeart som först beskrevs av Shannon 1922.  Cheilosia sonoriana ingår i släktet örtblomflugor, och familjen blomflugor. Inga underarter finns listade i Catalogue of Life.